# Convergenze parallele
Convergenze parallele è un'espressione della lingua italiana, appartenente al lessico politico e al politichese. Con essa, in origine, si andò a indicare una traiettoria politica che avrebbe dovuto portare a un'intesa (il centro-sinistra e poi il cosiddetto compromesso storico, da alcuni auspicato) tra forze democratiche tradizionalmente distanti: la sinistra socialista italiana e il centro democristiano.
L'espressione è spesso usata per indicare che a due partiti o movimenti può capitare di convergere su alcuni punti, pur mantenendo una sostanziale coerenza con le rispettive (e differenti) culture e linee politiche.

## Ossimoro e paradosso
Dal punto di vista retorico, l'espressione è un ossimoro, perché nasce dall'accostamento di due parole in antitesi. Le convergenze parallele sono infatti un paradosso. Nella comune intuizione geometrica, e nella geometria euclidea, due rette parallele non possono convergere: nel piano, infatti due rette si dicono parallele proprio quando sono prive di punti in comune, cioè quando non si intersecano.
Nella geometria ellittica, il concetto di parallelismo è tale per cui vi è il caso che due rette parallele convergano e si incontrino al finito. L'espressione "convergenza parallela" in realtà non appartiene alla geometria, ma alla cinematica e descrive il movimento di due punti su due rette in maniera tale da poter essere uniti tra loro da rette parallele; in pratica con la stessa velocità di movimento. Se hanno uguale distanza dal punto di intersezione delle rette, i punti vi giungono nello stesso istante.

## La locuzione
Il termine specifico, «convergenze parallele», è un'espressione d'autore coniata da Eugenio Scalfari in un articolo pubblicato il 24 luglio 1960 sul settimanale L'Espresso.

## Il discorso
Verosimilmente, la locuzione trae origine da un discorso pronunciato il 24 ottobre 1959 a Firenze da Aldo Moro nell'ambito del VII congresso della Democrazia Cristiana vertente sulla politica delle alleanze. L'affermazione secondo cui "in tale direttrice diviene indispensabile progettare convergenze di lungo periodo con le sinistre, pur rifiutando il totalitarismo comunista" ha dato spunto al concetto delle convergenze parallele.
La locuzione è considerata un'epitome della carriera politica di Moro (sempre rivolta alla ricerca del compromesso), tanto da aver dato titolo a un libro dedicato a lui. In realtà, a tutt'oggi non è chiaro quando Moro avrebbe pronunciato questa espressione: alcuni (tra cui Corrado Guerzoni, stretto collaboratore e biografo di Moro, e Mino Martinazzoli, suo collega di partito) considerano spuria l'attribuzione a Moro, alla stregua di una leggenda urbana. Si noti che la frase sopra citata si riferiva alla collaborazione con il PSI, che già dal 1956 portava avanti una linea politica autonoma che si distaccava in modo netto dall'URSS e dal PCI (un avvicinamento politico che, in seguito, avrebbe dato vita all'esperienza politica del cosiddetto centro-sinistra "organico"), il che avvalora la tesi della leggenda metropolitana.
Il 16 luglio 1960, in un comunicato ufficiale, Aldo Moro aveva parlato di «convergenze democratiche». 

## Utilizzo successivo dell'espressione
L'espressione è presente nel linguaggio politico per tutti gli anni sessanta e (soprattutto) settanta del millenovecento, quando è stata spesso utilizzata per descrivere il processo di avvicinamento tra DC e PCI, noto anche come compromesso storico. Fu poi assunta, più in generale, a rappresentazione del politichese tipico della Prima repubblica: "la strategia morotea fu la seminagione indispensabile e primigenia per la decade di "pentapartito" in Italia, con governi multicolori che si nutrivano, al tempo stesso, delle dottrine (altrimenti profondamente incompatibili) di Gramsci e Don Sturzo, di Andreotti e Craxi".
Poiché si riteneva che la comunicazione politica, a volte, raggiungesse livelli di astrattezza tali da rasentare il puro surrealismo e il nonsenso, la frase è stata anche usata con intenti parodistici.

## Varianti
- Parallele convergenti
- Convergenti parallele nella legislatura attuale, che vede governare insieme forze politiche che si presentavano agli elettori come antagoniste